# Relaciones Israel-Japón
Las relaciones de Israel-Japón comenzaron el 15 de mayo de 1952, año en que Japón reconoció a Israel y a la delegación israelí abierta en Tokio. En 1954 el embajador de Japón en Turquía asumió el papel adicional del ministro de Israel. En 1955 una legación japonesa con un plenipotenciario del ministro se abrió en Tel Aviv. Debido a la escasez en Japón de recursos naturales, de petróleo en particular, las relaciones comerciales de Japón con naciones árabes e Irán toman un excedente de la precedencia de esos con Israel.

## 1920
En 1922, Norihiro Yasue y Koreshige Inuzuka, el jefe de la oficina consultiva de la Marina de guerra imperial japonés en asuntos judíos, volvió de su servicio militar en Siberia, en donde primero aprendieron de los Protocolos de los ancianos de Zion mientras que ayudaban a los rusos blancos contra el ejército rojo. Sobre el curso de los años 20, escribieron muchos informes en los judíos, y viajaron a la futura tierra de Israel (entonces el mandato británico de Palestina) para investigarlos y para hablar con los líderes judíos Chaim Weizmann y David Ben-Gurión. Yasue incluso tradujo los protocolos al japonés. El par manejó conseguir el ministerio extranjero de Japón, o Gaimusho, interesado en judaísmo. Cada embajada y consulado japoneses fueron solicitados para mantener al ministerio informado de las acciones y los movimientos de las comunidades judías en sus países respectivos.

## Plan Fugu
El plan de Fugu era una idea que fue primero discutida en 1934, en el Japón imperial, centrado alrededor de la idea de colocar millares, si no diez millares, de refugiados judíos que escapaban de la Europa Nazi, en Manchuria y Shanghái ocupada por Japón. El gobierno imperial deseó ganar valor económico judío mientras que convencía a los Estados Unidos, a los judíos americanos específicamente, que concedan su favor y lo inviertan en Japón. El plan primero fue discutido en 1934, y solidificado en 1938 en los cinco Ministerios de La conferencia, pero la firma del pacto tripartito en 1941, junto con un número de otros acontecimientos, previno su puesta en práctica completa. El plan era originalmente la idea de un grupo pequeño del gobierno japonés y de los funcionarios militares conducidos por capitán Inuzuka Koreshige (????) y coronel Yasue Norihiro (????) quién vinieron a ser conocidos como los expertos del "Judaísmo " junto con el industrial Aikawa Yoshisuke (????) y un número de funcionarios en el ejército de Kwantung conocido como la facción de Manchuria". El plan fue nombrado después "fugu";, un soplador-pescado cuyo veneno puede matar si el plato no está exactamente preparado del modo correcto. El plan fue basado en una aceptación ingenua del prejuicio antisemita europeo, según lo encontrado en la aceptación japonesa de los protocolos de las ancianos de Zion como hecho. Su idea falsa del poder y de la abundancia judías era en parte debido a su experiencia con Jacob Schiff, banquero Judío-Americano que, treinta años antes, había prestado el dinero al gobierno japonés que permitió que ganara la guerra Ruso-Japonesa.
Los "expertos en judaísmo" unieron fuerzas, a un grado, con la facción de 'Manchuria", y funcionarios militares japoneses que deseaban empujar para la extensión japonesa en Manchuria. La facción fue dirigida por coronel Itagaki Seishiro y Teniente-Coronel Ishiwara Kanji, quiénes tenían apuro el atraer de colonos japoneses o de la inversión en Manchuria. En 1938, los oficiales del gobierno superiores discutieron las ideas y los planes con el "experto en judaísmo" en los cinco Ministerios de la Conferencia. El plan nunca consiguió llegar a tierra. En 1939, los judíos de Shanghái solicitaron que no enviaran más refugiados judíos en Shanghái, pues su capacidad de comunidad de absorberlos era limitada.

## Durante la Segunda Guerra Mundial
En 1939, la Unión Soviética firmó un pacto de no-agresión con la Alemania nazi, haciendo el transporte de judíos de Europa más difícil y lejano de Japón. El gobierno japonés firmó el pacto tripartito con Alemania e Italia, eliminando totalmente la posibilidad de cualquier ayuda oficial para el plan de Tokio. Sin embargo, Chiune Sugihara, el cónsul japonés en Kovno, Lituania, comenzó a publicar, contra las órdenes de Tokio, visas del tránsito a los judíos que se escapaban, permitiendo que viajen a Japón y que permanezcan allí por un tiempo limitado, aparentemente parando apagado en su manera a su destinación final, la colonia holandesa de Curaçao, que no requirió ninguna visa de entrada. Los millares de judíos recibieron visas del tránsito de él, o con medios similares. Algunos incluso copiaron, a mano, la visa que Sugihara había escrito. Después del proceso de solicitar visas de la salida del gobierno soviético, se permitió a muchos judíos cruzar Rusia en el ferrocarril Transiberiano, llevando un barco de Vladivostok Tsuruga, eventualmente siendo colocado en Kōbe, Japón.

### Impacto
Las políticas rescataron a varios miles de judíos de la muerte casi cierta en Europa nazi que rodeaban la actitud favorablea los judós temporales de Japón, y de Chiune Sugihara (杉原 千畝), al que fue concedido el honor de los Justos entre las naciones por el gobierno israelí en 1985. Además, la Yeshivá Mir, es uno de los centros más grandes de estudio rabínico y talmúdico de hoy, y la única yeshivá europea que pudo sobrevivir al Holocausto, como resultado de estos acontecimientos.

## Relaciones después de 1960
En 1955, Israel y Japón firmaron el "Acuerdo entre el gobierno de Japón y el gobierno del estado de Israel en cooperación en la Ciencia y la Technología". Las relaciones entre los dos estados eran distantes al principio, pero después de 1958, como se levantaba la demanda en Japón para las materias israelíes, las relaciones entre los gobiernos calentaban. En 1963 ambas legaciones fueron aumentados a las embajadas. Desde el 22 de noviembre de 1973, el gobierno japonés indicó que reconsideraba sus relaciones con el gobierno israelí debido a la retención de Israel de las tierras ocupadas en 1967, pero ocurrió ninguna rotura. Esto había sido en el mismo tiempo que el mundo árabe había impuesto un embargo del aceite contra varios países, incluyendo Japón. Japón se abstuvo en la resolución de Naciones Unidas que comparaba sionismo con racismo en 1975. En 1993 ambas naciones firmaron el "Convenio entre Japón y el estado de Israel para la evitación de los impuestos dobles y la prevención de la evasión fiscal con respecto a impuestos sobre ingresos." en 2000, las dos naciones firmaron el "Acuerdo entre el gobierno de Japón y el gobierno del estado de Israel para los Servicios del aire." allí habían 708 nacionales japoneses en Israel en fecha de los nacionales israelíes de octubre de 1999 y 604 en Japón en fecha de diciembre de 1998. El gobierno japonés designó a Yoshinori Katori, secretario de prensa en el ministerio extranjero, como embajador en Israel el 1 de agosto de 2006. Katori sirvió previamente como ministro en Corea del sur y director general de la oficina consular de los asuntos antes de que asume el puesto actual en agosto de 2005.

## Economía
Las exportaciones de Israel a Japón, consistien sobre todo en diamantes pulidos, productos químicos, maquinaria, el equipo eléctrico, y agrios valen 0.85 mil millones $. Las exportaciones del Japón a Israel, consistien sobre todo en los automóviles, maquinaria, equipo eléctrico, y productos químicos, valen 1.1 billones $. Debido al alto PIB de Israel, Japón no da ayuda a Israel excepto en la recepción de estudiantes israelíes.

## Visitas
| Año  | A Israel | A Japón                                                        |
| ---- | --- | -------------------------------------------------------------- |
| 1985 | | Foreign Minister Yitzhak Shamir                                |
| 1988 | Foreign Minister Sousuke Uno |                                                                |
| 1989 | | President Chaim Herzog, Foreign Minister Moshe Arens           |
| 1990 | | President Chaim Herzog                                         |
| 1991 | Foreign Minister Taro Nakayama |                                                                |
| 1992 | | Foreign Minister Shimon Peres                                  |
| 1994 | Foreign Minister Koji Kakizawa, Special Envoy Kabun Mutō                                                                                          | Prime Minister Yitzhak Rabin                                   |
| 1995 | Prime Minister Tomiichi Murayama, Foreign Minister and Special Envoy Yohei Kono                                                                   |                                                                |
| 1996 | Foreign Minister Yukihiko Ikeda |                                                                |
| 1997 | | Foreign Minister David Levy, Prime Minister Benjamín Netanyahu |
| 1999 | Foreign Minister Masahiko Koumura, State Secretary for Foreign Affairs Nobutaka Machimura, Senior State Secretary for Foreign Affairs Shozo Azuma | Deputy Minister of Foreign Affairs Nawaf Massalha              |
| 2002 | Foreign Minister Yoriko Kawaguchi |                                                                |
| 2003 | Foreign Minister Yoriko Kawaguchi |                                                                |
| 2005 | Foreign Minister Nobutaka Machimura |                                                                |
| 2006 | Prime Minister Junichiro Koizumi |                                                                |

## Frases
- "Israel y Japón se sitúan en los extremos opuestos de Asia, pero éste es un hecho que los une más que separarlos. El extenso continente de Asia es su puente de conexión, y el sentido de su destino asiático es su pensamiento común.";

Ministro israelí David Ben-Gurión, 1 de julio el de 1952.
- "Israel y Japón son sociedades antiguas de gente que se ha levantado de las cenizas de la Segunda Guerra Mundial para construir en la plataforma de nuestras culturas antiguas que prosperaban, acertando y avanzando.";

Ministro de Asuntos Exteriores Silvan Shalom, 1 de enero de 2005.